# Ina Marija Bartaitė
Pour les articles homonymes, voir Bartaité.
Ina Marija Bartaitė, née le 2 mai 1996 et morte le 7 avril 2021 à Vilnius, est une actrice de cinéma lituanienne,.
Elle est connue pour, entre autres, Peace to Us in Our Dreams et Seneca's Day (en)’.

## Biographie
Ina Marija Bartaitė est la seule enfant née de l'union du réalisateur Šarūnas Bartas et de l'actrice russe Ekaterina Golubeva, par ailleurs mère de deux autres enfants.
Dès son plus jeune âge, elle suit son père sur les traces d'acteurs sur le tournage de nombreux films et l'accompagne à de nombreuses cérémonies de remise de prix. Elle termine ses années de lycée à Vilnius, puis poursuit ses études à l'université de Vilnius pour la philologie française. Elle étudie ensuite le théâtre à Paris.
Le premier film dans lequel Bartaitė apparait est Visions of Europe, un film d'anthologie comportant plusieurs courts métrages de différents réalisateurs d'autant de pays. Son propre père a réalisé et écrit le segment « Children Loose Nothing » dans lequel sa fille joue.
En 2016, au Festival international du film de Vilnius Kino pavasaris, Bartaitė est nommée pour le prix de la meilleure actrice lituanienne pour son rôle dans Peace to Us in Our Dreams (2015). Elle joue un rôle dans le film Walden (2020) de Bojena Horackova. C'est l'histoire de la jeune fille Jana, jouée par Bartaitė, qui après vingt-cinq ans d'exil à Paris revient à Vilnius, voulant retrouver le lac que Paulius, son premier amant, appelait « Walden ».
Dans une interview, Bartaitė a déclaré qu'elle parlait français, notamment avec sa demi-sœur, Anastasija dite Nastya — la fille du réalisateur Leos Carax — , qui vivait à Paris, ville où elle voyageait souvent. Elle a également déclaré dans la même interview qu'elle n'avait jamais pensé devenir actrice, jusqu'à ce que son père lui suggère de jouer dans l'un de ses films, déclarant « C'était une idée à vivre, et j'ai décidé de participer ».
Ina Marija Bartaitė meurt sur les lieux d'un accident de la route le 7 avril 2021, à l'âge de 24 ans alors qu'elle rentrait chez elle à vélo. Il a été révélé plus tard que le conducteur ivre qui a frappé Bartaitė est le fils d'un homme politique lituanien et ancien membre du Seimas,. Au moment de sa mort, Bartaitė vivait à Valakampiai avec sa grand-mère malade qui l'a élevée depuis sa naissance.

## Filmographie
- 2004 :  Visions of Europe  (segment « Lithuania: Children Lose Nothing »)
- 2015 :  Peace to Us in Our Dreams
- 2016 : Seneca's Day (en) : Vakare
- 2016 : I am Katya Golubeva de Natalija Ju
- 2020 : Walden : Jana, lycéenne
- 2021 :  Mon légionnaire : Nika

## Récompenses et distinctions
- (en) Ina Marija Bartaitė: Awards, sur l'Internet Movie Database